# Campeonato Mundial de Ciclismo em Pista de 1904
O Campeonato Mundial UCI de Ciclismo em Pista de 1904 foi realizado em Londres, no Reino Unido, entre 3 e 10 de setembro.  Foram disputadas quatro provas masculinas, das quais duas profissionais e duas amadoras.

## Sumário de medalhas

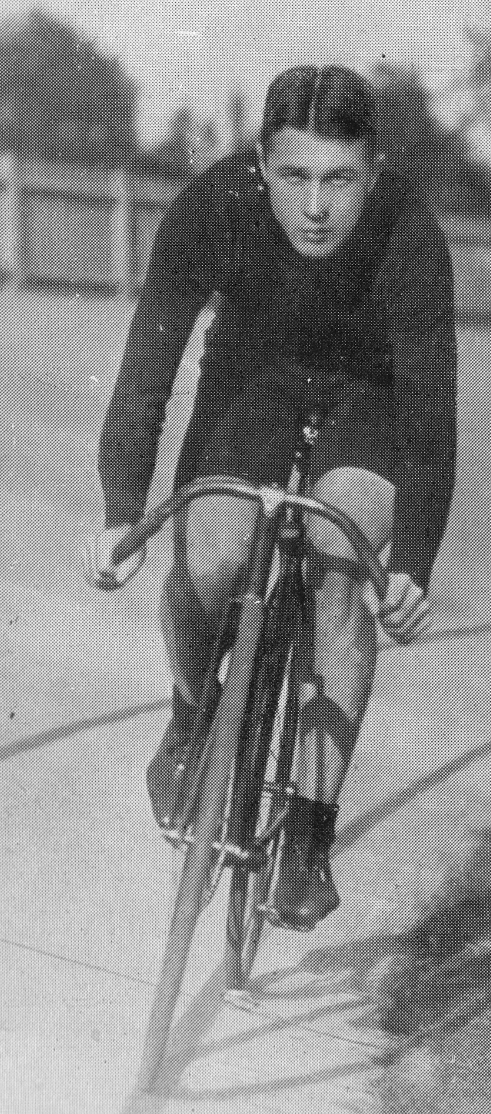
Iver Lawson

| Eventos profissionais masculinos |                                  |                                |                               |
| Velocidade individual            | Iver Lawson · Estados Unidos     | Thorvald Ellegaard · Dinamarca | Henri Mayer · Alemanha        |
| Motor-paced                      | Robert Walthour · Estados Unidos | César Simar · França           | Arthur Vanderstuyft · Bélgica |
| Eventos amadores masculinos      |                                  |                                |                               |
| Velocidade individual            | Marcus Hurley · Estados Unidos   | Arthur Reed · Reino Unido      | Jimmy Benyon · Reino Unido    |
| Motor-paced                      | Leon Meredith · Reino Unido      | W.J. Pett · Reino Unido        | George A. Olley · Reino Unido |

## Quadro de medalhas
| Ordem | País           | Medalha de ouro | Medalha de prata | Medalha de bronze | Total |
| ----- | -------------- | --------------- | ---------------- | ----------------- | ----- |
| 1     | Estados Unidos | 3               | 0                | 0                 | 3     |
| 2     | Reino Unido    | 1               | 2                | 2                 | 5     |
| 3     | Dinamarca      | 0               | 1                | 0                 | 1     |
| -     | França         | 0               | 1                | 0                 | 1     |
| 5     | Alemanha       | 0               | 0                | 1                 | 1     |
| -     | Bélgica        | 0               | 0                | 1                 | 1     |
| Total | Total          | 4               | 4                | 4                 | 12    |